# Oceanic (Sammlung)
Oceanic (englisch für Ozeanisch) ist eine Sammlung von zwölf Science-Fiction-Kurzgeschichten des australischen Schriftstellers Greg Egan veröffentlicht am 16. Juli 2009 von Gollancz. Zwei Kurzgeschichten der Sammlung sind in deutscher Übersetzung erschienen.

## Kurzgeschichten
- Lost Continent: Eine Gruppe an Zeitreisenden versucht verzweifelt Asyl zu finden, doch gerät nur in die Wirren der Bürokratie.
- Dark Integers: Eine andere Welt mit anderen mathematischen Gesetzen greift durch Manipulation dieser die Menschheit an.
- Crystal Nights: Ein Forscher kombiniert die Forschung an künstlicher Intelligenz mit denen der Kristallographie zur Erschaffung einer mikroskopischen Zivilisation.
- Steve Fever: Durch die Verwendung von digitalen Assistenten wird den Menschen zwar das Leben erleichtert, doch es kommt auch zu neuen Konflikten.
- Induction: Zwei Freunde begeben sich als digitale Simulation auf eine interstellare Reise.
- Singleton Ein Ehepaar entwirft nach einem Schicksalsschlag eine neue Technologie zur Digitalisierung des Gehirns und der Verhinderung alternativer Abläufe der Geschichte.
- Orakel (englisch Oracle): Ein alternativer Ablauf der Geschichte wird vom gewöhnlichen Ablauf kontaktiert und eine Reflexion über Denkprozesse beginnt.
- Border Guards: In einem neu erzeugten Universum denken zwei Spieler nach einem Spiel des neuen Quantenfußball über Unsterblichkeit nach.
- Riding the Crocodile: Zwei Botschafter versuchen die Kontaktaufnahme mit einer in Isolation lebenden außerirdischen Zivilisation im Galaxienkern durch ihr Kommunikationsnetzwerk.
- Glory: Zwei Botschafter versuchen auf einer außerirdischen Welt zwischen zwei rivalisierenden Fraktionen zu vermitteln und die Mathematik einer untergegangenen Zivilisation zu retten.
- Hot Rock: Zwei Reisende treffen sich auf einem interstellaren Kometen mit ungewöhnlich heißer Temperatur.
- Ozeanisch (englisch Oceanic): Eine neue wissenschaftliche Erkenntnis zwingt die Bevölkerung eines Ozeanplaneten sich ihren religiösen Überzeugungen zu stellen.

## Auszeichnungen
Die komplette Sammlung gewann im Jahr 2009 den Aurealis Award und erreichte den 8. Platz beim Locus Award im Jahr 2010.
Ozeanisch gewann den Hugo Award für die beste Novelle im Jahr 1999. Border Guards war im Jahr 2000, Orakel war im Jahr 2001 und Dark Integers war im Jahr 2008 für den Hugo Award nominiert gewesen. Ozeanisch gewann im Jahr 2001 und Dark Integers im Jahr 2010 den japanischen Seiun-Preis.

## Kritik
David Langford schreibt in New Scientist, dass die Sammlung eine große Reichweite habe („cover[s] a vast range“) sowie kühn und zurückhaltend, besonnen und hochintelligent sei („audacious and understated, heady and highly intelligent“).
Russell Letson schreibt im Locus Magazine, dass die Titelgeschichte sich extrem in den Posthumanismus und die ferne Zukunft vertieft und dabei eher ein Bildungsroman sei („edges into extreme post-human and/or far-future territory, but that story’s armature is a kind of bildungsroman“) und Hintergrund wert für einen ganzen Roman enthalte („is a whole novel’s worth of material that remains background“).